# Universität Murcia
Die Universität Murcia (spanisch: Universidad de Murcia) ist eine spanische Universität in Murcia. Mit 31.931 Studierenden (2021/2022) ist sie die größte Universität in der Region Murcia.

## Geschichte
Die erste Universität in Murcia wurde 1272 als Universitas Studiorum Murciana von Alfons X. gegründet. Sie zählt somit zu den zehn ältesten Universitäten des Landes Spanien. Ihre Ursprünge liegen in der Reconquista 1266, in der Schule von Murcia, die ein studium arabicum et hebraicum ermöglichte, das Al-Ricotí leitete, und dem Studium der orientalischen Sprachen durch das Convento de Santo Domingo 1272. Hinzu kam das Jesuitenkolleg 1555 von San Estaban durch Esteban de Almeyda.
Die heute bestehende Universität geht auf das Jahr 1915 zurück und wurde in das Kollegium La Merced integriert, daraus bildete sich zuerst die Fakultät für Rechtswissenschaften.

## Standorte

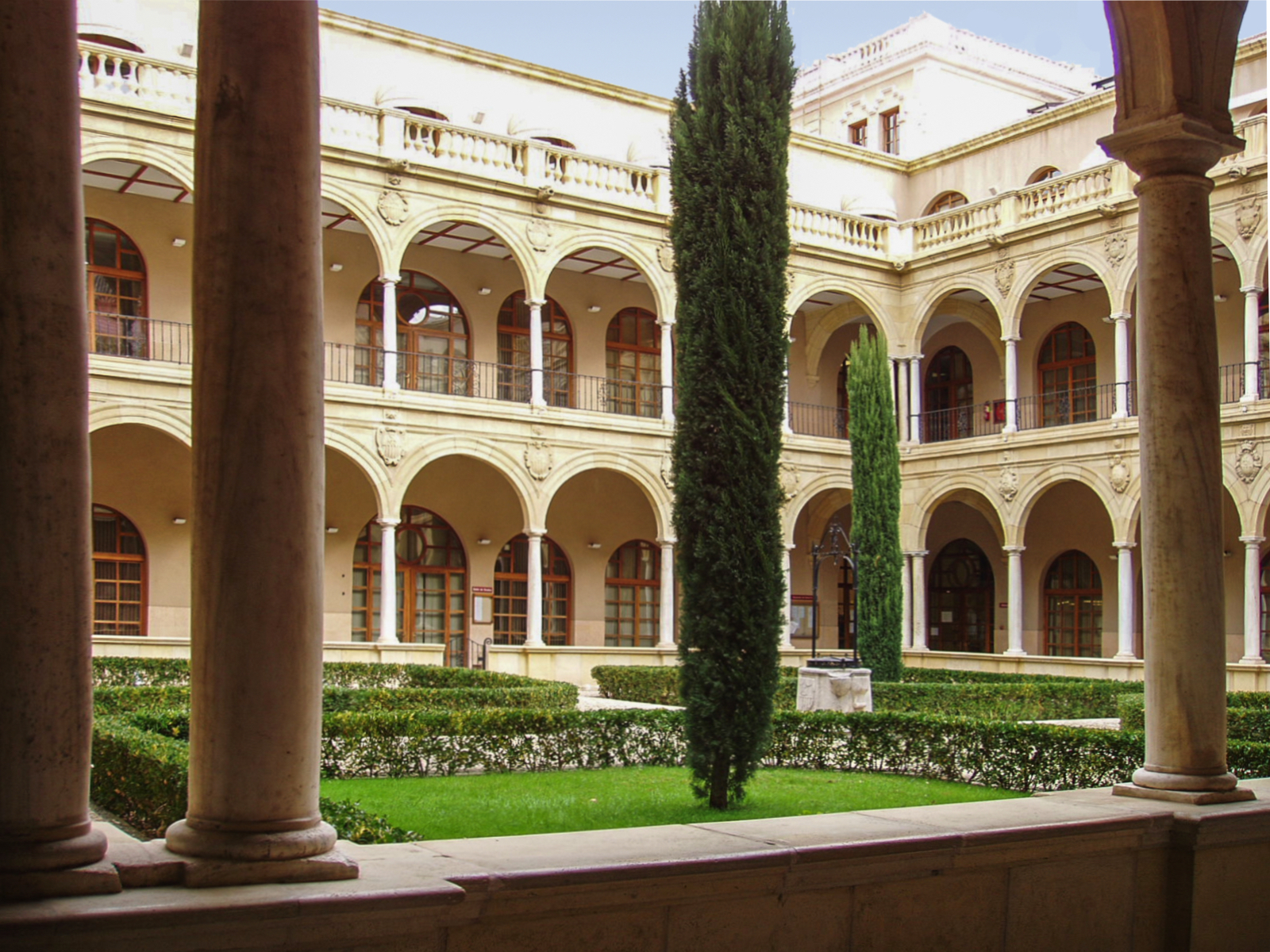
Gebäude der Fakultät für Rechtswissenschaft

Es gibt folgende Standorte: Campus La Merced, Campus Espinardo, Campus de Ciencias de la Salud und weitere jeweils in San Javier und Lorca. Dabei ist Espinardo, 5 km nördlich des Stadtzentrums, der größte Campus. Dort befinden sich auch die Studentenwohnheime.
Weiter gehören zur Universität von Murcia auch drei Hochschulbereiche, die Escuela Universitaria de Enfermería de Cartagena, Escuela Universitaria de Turismo und das ISEN-Center.

## Zahlen zu den Studierenden und den Mitarbeitern
Von den 31.931 Studierenden im Studienjahr 2021/2022 strebten 26.875 einen Bachelorabschluss an, 2.768 einen Master und 2.288 eine Promotion. 6.523 Personen machten in diesem Jahr einen Abschluss, einschließlich der 316 Promotionen. Von den 3.891 Mitarbeitern waren 2.684 Dozenten oder Forschende und 1.207 in der Verwaltung oder im Dienstleistungsbereich.

## Fakultäten
Die Universität Murcia hat 21 Fakultäten. Dazu zählen:
- Schöne Künste
- Biologie
- Dokumentationswissenschaft
- Industriewissenschaft
- Wirtschaft
- Rechtswissenschaft
- Erziehungswissenschaft
- Philosophie
- Informatik
- Kunst
- Mathematik
- Medizin
- Psychologie
- Chemie
- Veterinärmedizin